# Coupe d'Europe hivernale des lancers 2015
Navigation
Édition précédente Édition suivante
La 15e édition de la Coupe d'Europe hivernale des lancers se déroule les 14 et 15 mars 2015 à Leiria au Portugal.

## Résultats

### Senior

#### Hommes
| Épreuves          | Or                          | Argent                       | Bronze                       |
| Lancer du poids   | Borja Vivas 20,15 m (SB)    | Leif Arrhenius 20,09 m (SB)  | Carlos Tobalina 20,04 m (SB) |
| Lancer du disque  | Martin Kupper 66,67 m (PB)  | Andrius Gudžius 65,51 m (SB) | Viktor Butenko 65,44 m (SB)  |
| Lancer du javelot | Valeriy Iordan 83,00 m (SB) | Thomas Röhler 81,83 m (SB)   | Fatih Avan 81,45 m (SB)      |
| Lancer du marteau | Krisztián Pars 79,24 m (SB) | Paweł Fajdek 76,19 m (SB)    | Serghei Marghiev 73,84 m     |

#### Femmes
| Épreuves          | Or                            | Argent                            | Bronze                         |
| Lancer du poids   | Yuliya Leantsiuk 18,56 m (SB) | Anita Márton 17,59 m (SB)         | Chiara Rosa 17,38 m (SB)       |
| Lancer du disque  | Nadine Müller 65,27 m (SB)    | Mélina Robert-Michon 64,75 m (SB) | Irina Rodrigues 63,25 m (PB)   |
| Lancer du javelot | Martina Ratej 62,43 m         | Linda Stahl 62,12 m (SB)          | Katharina Molitor 62,08 m (SB) |
| Lancer du marteau | Anna Bulgakova 72,06 m        | Joanna Fiodorow 70,90 m (SB)      | Alexandra Tavernier 70,45 m    |

### Espoirs

#### Hommes
| Épreuves          | Or                      | Argent                       | Bronze                           |
| Lancer du poids   | Mesud Pezer 19,44 m     | Krzysztof Brzozowski 19,27 m | Andrei Toader 18,96 m            |
| Lancer du disque  | Martin Marković 58,75 m | Sebastian Scheffel 56,93 m   | Alin Alexandru Firfirica 56,42 m |
| Lancer du javelot | Matija Muhar 77,60 m    | Jonas Bonewit 75,42 m        | Aliaksandr Kazlouski 73,39 m     |
| Lancer du marteau | Bence Pásztor 72,94 m   | Yury Vasilchanka 70,02 m     | Özkan Baltacı 69,07 m            |

#### Femmes
| Épreuves          | Or                       | Argent                       | Bronze                  |
| Lancer du poids   | Emel Dereli 17,45 m      | Natalya Troneva 16,81 m      | Viktoryia Kolb 16,46 m  |
| Lancer du disque  | Kristin Pudenz 56,62 m   | Karolina Makul 56,04 m       | Veronika Domjan 54,46 m |
| Lancer du javelot | Christin Hussong 60,91 m | Yekaterina Starygina 56,15 m | Marcelina Witek 54,25 m |
| Lancer du marteau | Alena Sobaleva 69,95 m   | Alyona Shamotina 68,96 m     | Alexia Sedykh 68,79 m   |